# Anton Ludvig Djurson
Anton Ludvig Djurson, född 25 december 1829, död 15 februari 1890 i Göteborgs domkyrkoförsamling, Göteborg, var en svensk väg- och vattenbyggnadsingenjör. Han var far till Axel Djurson.
Efter studentexamen 1847 utexaminerades Djurson från civilingenjörskursen vid Högre artilleriläroverket på Marieberg 1853. Han blev i Väg- och vattenbyggnadskåren löjtnant 1853, kapten 1860 och erhöll avsked 1876. Han var nivellör vid dockbyggnad 1848–49, biträde vid undersökningar för vattenledning i Stockholm, för en kanal mellan sjön Sillen och Östersjön samt för järnvägen mellan Linköping och Norrköping 1852, biträde vid undersökning för Vänerns sänkning 1853, biträde vid dockundersökning i Åbo samma år och postman (arbetsledare) vid Stockholms kajbyggnader 1854. 
Djurson var distriktsadjutant i norra väg- och vattenbyggnadsdistriktet 1854–55, blev stationsingenjör vid statens järnvägsbyggnader 1855, företog en resa för studerande av järnvägsbyggnader i Tyskland, Belgien, Storbritannien och Frankrike 1856, blev distriktsingenjör vid statens järnvägsbyggnader 1862 och var bandirektör vid statens järnvägstrafik 1866–90. Han var tjänsteförrättande intendent vid statens järnvägstrafik 1884–90.¨